# The American Scholar
The American Scholar, foi um discurso pronunciado por Ralph Waldo Emerson, em 31 de agosto de 1837, para a Phi Beta Kappa Society em Harvard. Ralph Waldo Emerson foi convidado a falar do seu trabalho inovador nas pesquisas relacionadas à Natureza. Tal discurso, lhe rendeu o título, segundo Oliver Wendell Holmes, de um dos maiores oradores da época. Os ensinamentos de Ralph Waldo Emerson influenciaram diretamente o crescente movimento do Novo Pensamento em meados dos anos 1800.